# Dragon Ball Z: The Legacy of Goku II
Dragon Ball Z: The Legacy of Goku II (El Legado de Goku II, conocido en Japón como Dragon Ball Z: The Legacy of Goku II International) es uno de los muchos videojuegos basados en la serie de manga y anime Dragon Ball. Este juego es una continuación de la serie "El Legado de Goku" que si bien ofrece personajes con gráficos similares, tanto como el sistema gráfico en general, la inclusión de misiones extras mucho más interesantes, el diseño y sistema de combate fue mejorado con creces respecto a la versión anterior. En esta ocasión la historia trata sobre la llegada de Trunks (hijo de Vegeta y Bulma). 

## Jugabilidad
Durante el juego, además a controlar a Son Goku, permite elegir a Son Gohan, Piccolo, Vegeta y Trunks. La interfaz, en donde mostraba la barra HP y la barra de potencia (antes KI), ahora muestra la barra de experiencia y el triángulo de tensión. El problema en su precuela es que no se movía los personajes en diagonal, caso que se arregló en este juego. La tecla A efectua ataques físicos, la B efectúa ataques a distancia (como ráfagas de Ki), pero consume KI, la L cambia el tipo de ataques a distancia, pero las teclas R y SELECT puede activar scouter, en donde se puede detectar personajes o ver el mapa. El menú principal fue rediseñado al estilo Mega Man Zero, en donde se muestra los estados del personaje, opciones, objetos clave, misiones y tipos de ataques a distancia. Las barras HP y potencia ahora son recargadas al subir de nivel (hasta nivel 50 máximo). En el transcurso del videojuego el usuario tiene que cumplir misiones para subir experiencia, aunque también se sube al eliminar enemigos. Además, los enemigos dejan alimentos o esferas de Ki, que recargan HP o potencia, respectivamente. Como novedad, si el triángulo de tensión está llena y el personaje tiene suficiente potencia, los personajes se pueden transformar, pero consume potencia durante el mantenimiento y deben esperar la carga del triángulo de tensión una vez destransformados. Debido a la reescritura del código, los personajes no pueden volar, pero se agrega los puntos Capsule Corp. para guardar partida o cambiar personajes, el mapa para volar a otros sitios y la rampa de vuelo para volar a territorios lejanos dentro del mismo nivel.

## Historia
El juego inicia con una pequeña presentación del futuro alternativo vista en la película "Los dos guerreros del futuro", dónde el Trunks del Futuro creció para luego comenzar con el desarrollo en sí un poco antes de la llegada de Son Goku a la Tierra (después de haber derrotado a Freezer) y cómo se desarrollan las cosas en el anime a partir de ahí (hay algunos cambios en la trama de modo que se alargue más el juego pero nada demasiado diferente).
Después de que Trunks partiera al pasado, terminando la película, cubre el argumento de la saga de los Androides y Cell (capítulos de 118 al 194), en donde Trunks, junto con Goku, Gohan, Vegeta y Piccolo lucharán contra los androides del Dr. Gero y finalmente con Cell, el villano de este videojuego.

## Recepción
El juego recibió generalmente críticas mixtas a positivas desde su lanzamiento.